# Nadya Bozza-Splitt
Nadya Bozza-Splitt (geborene Bozza, zwischenzeitlich Bozza-Bodden; * 1971) ist eine deutsche Juristin und seit dem 13. Dezember 2023 Vizepräsidentin des Finanzgerichts Düsseldorf.

## Leben
Bozza-Splitt studierte Rechtswissenschaften in Köln. Nach Ablegung des zweiten juristischen Staatsexamens war sie von 1998 bis 2001 wissenschaftliche Mitarbeiterin am Institut für Steuerrecht der Universität zu Köln und promovierte zu einem körperschaftsteuerrechtlichen Thema. 2002 begann Bozza-Splitt ihre richterliche Tätigkeit am Finanzgericht Köln und wurde dort 2020 zur Vorsitzenden Richterin am Finanzgericht ernannt. Neben ihrer richterlichen Tätigkeit war sie seit 2010 in der Gerichtsverwaltung des Finanzgerichts Köln als Justiziarin tätig. 2021 übernahm sie zudem die Aufgaben der Beauftragten für den Haushalt. Am Finanzgericht Düsseldorf hat sie den Vorsitz des 3. Senats übernommen, der mit ertragsteuerlichen Rechtsstreitigkeiten befasst ist.
Bozza-Splitt ist verheiratet und hat einen erwachsenen Sohn. Sie lebt in Köln.